# Купчасті хмари

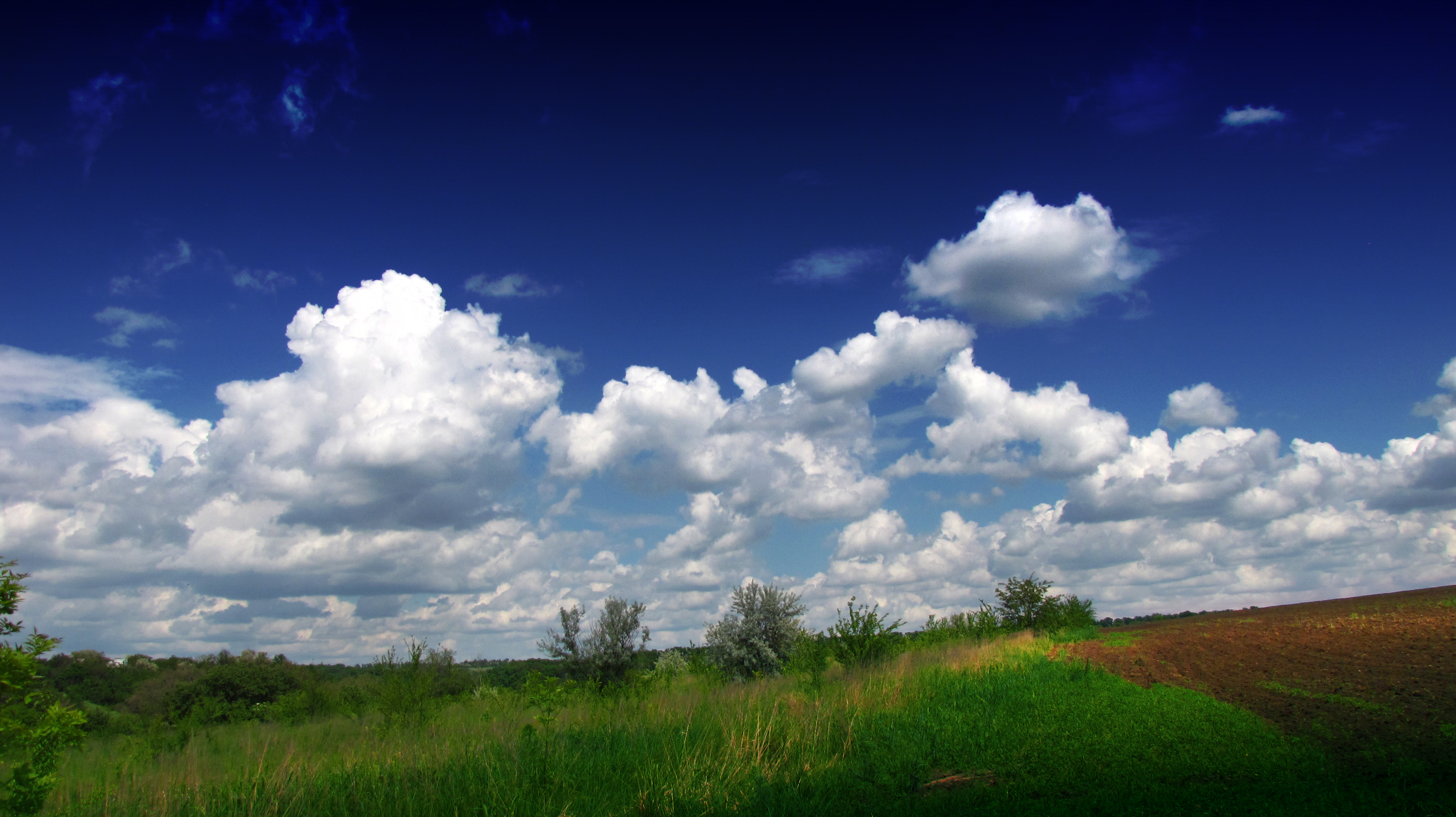
Купчасті хмари над Лоханською балкою (неподалік затопленого Лоханського порогу Дніпра), Україна

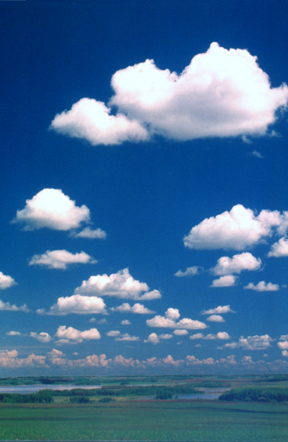

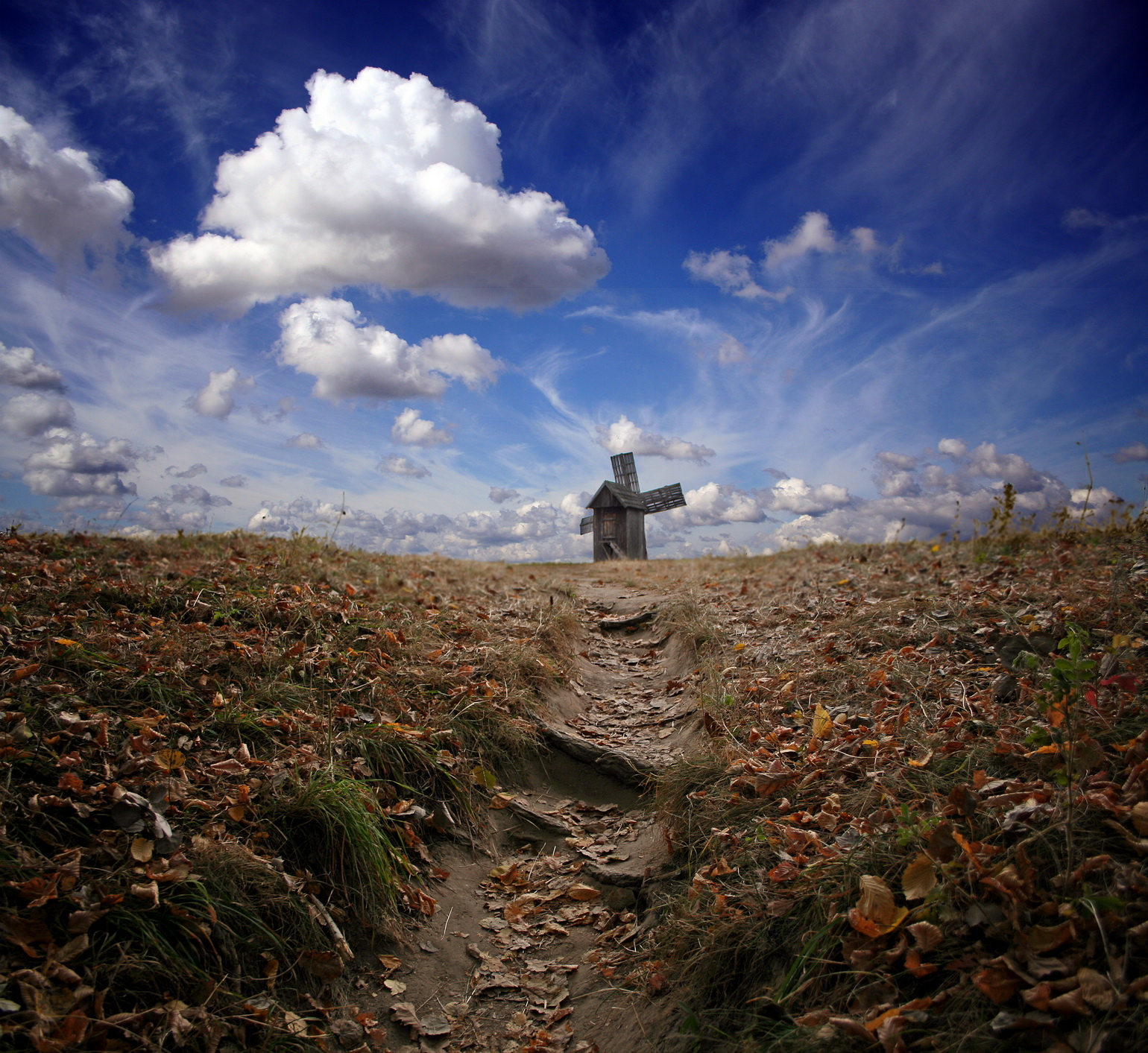
Купчасті і перисті хмари

Купчасті хмари — конвекційні хмари у вигляді куполів, бугрів, башт, що розвиваються у вертикальному напрямку. Вони мають вид ізольованих хмарних мас, вертикальні розміри яких порівнянні з горизонтальними. Ці хмари опадів не дають.
Виникають переважно влітку вдень на висоті 500–1000 м і розвиваються до висоти 2-3 км. Латинська назва — Cumulus. Позначаються символом.

## Зовнішній вигляд
Купчасті хмари виглядають як густі, розвинуті вертикально хмари із білими куполоподібними або купчастоподібними вершинами і плоскою сіруватою чи синюватою основою. Зазвичай, купчасті хмари мають чіткі обриси, але при сильному поривчастому вітрі їх краї можуть бути розірваними. Інколи ці хмари бувають порівняно плоскими (різновид Cu hum). Купчасті хмари можуть бути у вигляді значного скупчення хмар, що закриває майже все небо.
Окремі купчасті хмари найчастіше розміщаються по небі хаотично, але деколи утворюють гряди або ланцюжки. При цьому основи окремих хмар знаходяться на даному рівні. Основи окремих хмар знаходяться на одному рівні. Висота основи у помірних широтах, зазвичай, буває від 0,8 до 1,5 км. Проте висота основи може коливатися в доволі широких межах, бути більшою або меншою від вказаної. Узагалі вона тим більша, чим менша відносна вологість повітря біля поверхні Землі, і у сухі спекотні періоди може становити 2,5-3 км і більше. Вертикальна протяжність може бути різною, від сотні метрів до декількох кілометрів.
Центральні частини купчастих хмар повністю закривають Сонце, краї ж просвічуються, причому деколи утворюються німби.

## Мікрофізична будова
Купчасті хмари складаються із крапель води, більш великих у вершині хмари (переважаючий радіус крапель близько 10 мкм) і більш дрібних біля основи хмари (переважаючий радіус близько 6 мкм). У окремих випадках у хмарі є окремі дощові краплі. При температурах нижчих за 0°С краплі знаходяться у переохолодженому стані.

## Формування
Купчасті хмари утворюються шляхом атмосферної конвекції, при підйомі нагрітого повітря вгору. Як повітря піднімається, температура падає (відповідно до градієнтом), що викликає зростання відносної вологості. Коли відносна вологість досягає 100%, водяна пара конденсується, вивільняючи приховану теплоту, нагріваючи повітря і стимулюючи подальшу конвекцію.
На цьому етапі, водяна пара конденсується на різних ядрах, присутніх в повітрі, утворюючи купчасті хмари. Цим пояснюється характерне для купчастих хмар пласке дно і опухла форма. Розмір хмари залежить від профілю температури атмосфери і при наявності яких-небудь інверсій.
За сприятливих умов можуть перетворитися на купчасто-дощові хмари.

## Опади
Опади з купчастих хмар, зазвичай, не випадають. У помірних широтах з них інколи можуть випадати окремі краплі дощу або дуже короткочасний рідкий дощ (інколи за час падіння крапель на Землю, окрема хмара, із якої вони випали, уже буває віднесена в сторону або розсіяна, такий дощ називається «сліпий дощ»). У тропічних широтах із купчастих хмар випадають зливові дощі.

## Різновиди

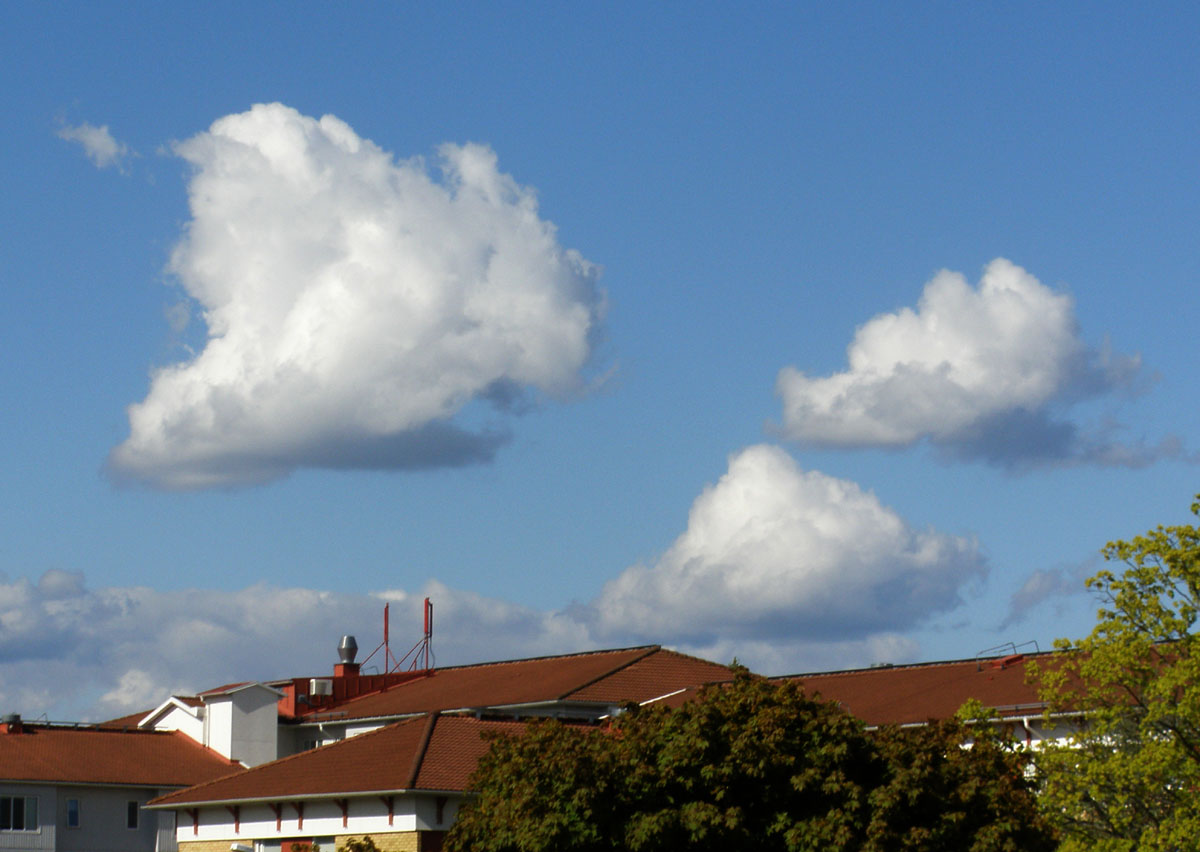
Хмари Cumulus mediocris над Швецією

Види і різновидності основної форми:
Cumulus humilis (Cu hum.) – купчасті пласкі, (хмари хорошої погоди). Ці хмари мало розвинуті по висоті, вони здаються плоскими, тому що їх висота менша від горизонтальних розмірів. Cu hum спостерігаються  переважно у теплий період року, в добру погоду. Зазвичай, вони виникають вранці, досягають найбільшого розвитку у  полудневі години і до вечора  розтікаються, переходячи часто у шаруватокупчасті вечірні хмари. Зрідка  Cu hum зустрічають і зимою, але тоді не спостерігається описаний вище добовий хід їх розвитку. Різновидність Cu hum така: 

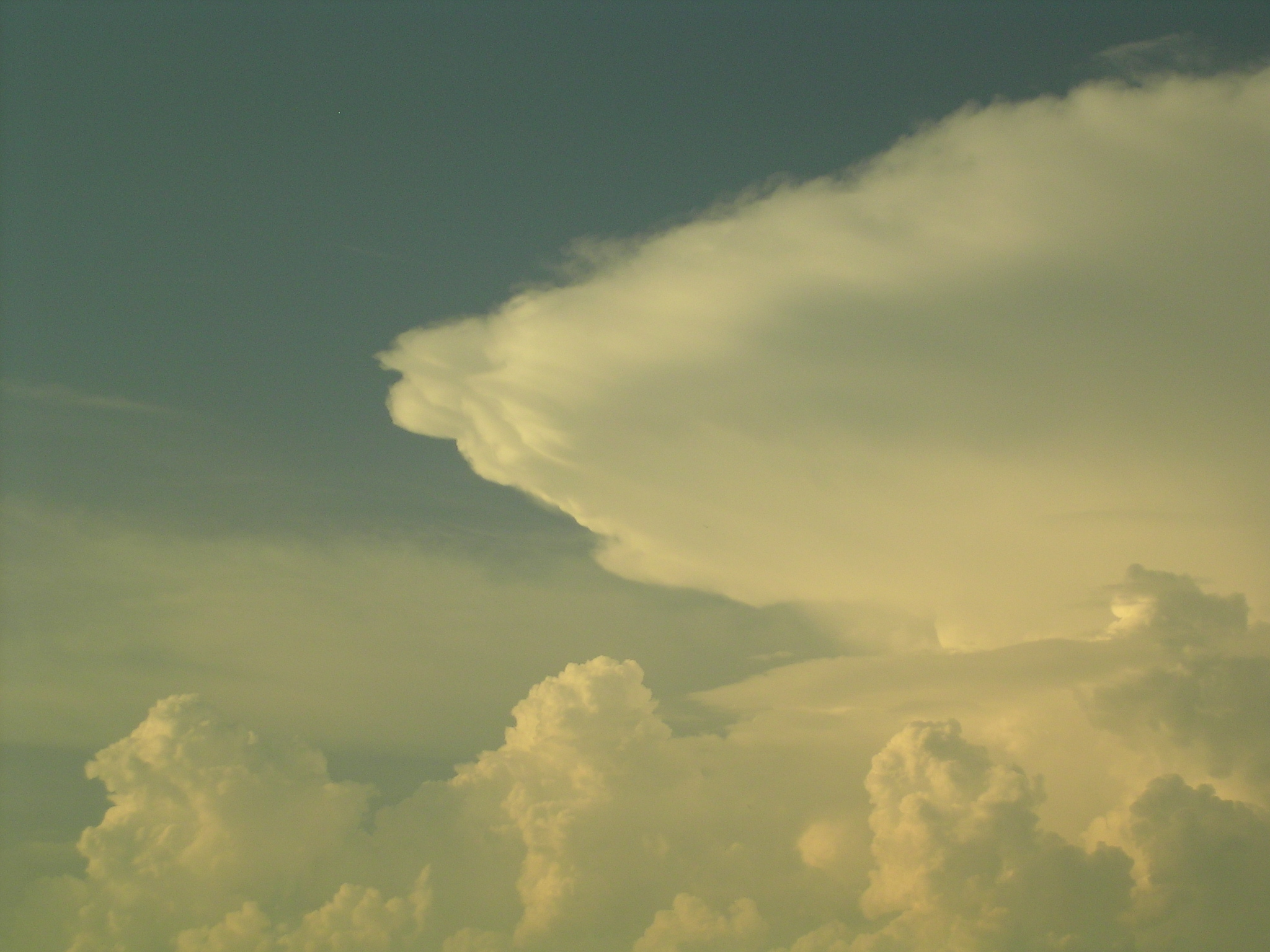
Купчасті потужні хмари (знизу) в порівнянні з купчасто-дощовою хмарою (задній план)

Cumulus fractus (Cu fr.) – купчасті розірвані. Ця різновидність спостерігається тоді, коли на небі розкидані окремі купчасті хмари, що мають купчастий, пошматований вигляд. Вони вирізняються своїм білим кольором на синьому небі і залишаються на значній відстані одні від інших. У них плоска основа нечітко виражена або взагалі не спостерігається. Контури цих хмар безперервно змінюються; хмари ніби димлять. Зазвичай, Cu fr. передують появі  Cu hum або є продуктами їх розпаду
Cumulus mediocris (Cu med.) – купчасті середні. Це перша стадія розвитку купчастоподібних хмар. Вона щільна, з чіткими контурами, здіймається в небо куполами і вежами. Верхня її частина іноді здається роздутою й опуклою, нагадуючи цвітну капусту. Вертикальна довжина хмари невелика — приблизно 1000 метрів. В помірних широтах вона вкрай рідко дає опади. 

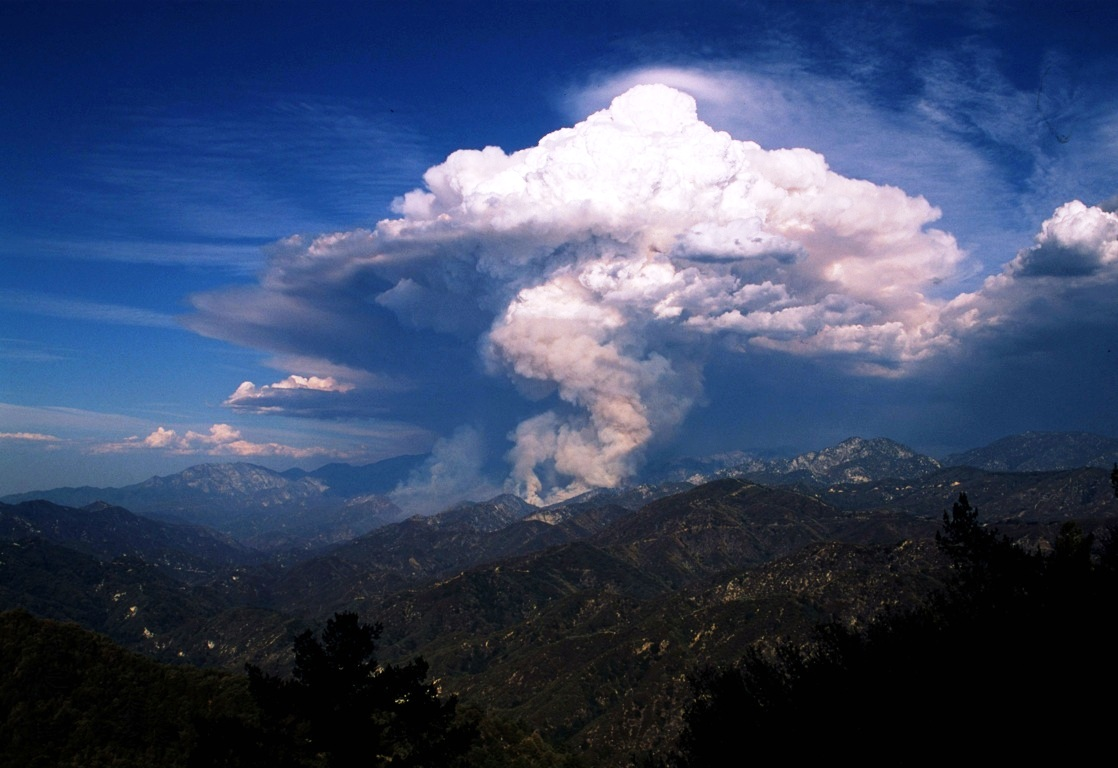
Пірокумулятивна хмара при виверженні вулкану в Каліфорнії

cumulus congestus (Cu Cong.) – купчасті потужні. Вузькі, витягнуті вежі цієї хмари піднімаються на 3000-4000 метрів і більше над рівнем конденсації. У тропічних районах і навіть у помірних широтах улітку, особливо якщо хмари сформувалися в масах морського повітря, купчаста потужна хмара може дати локалізовані короткочасні сильні опади. Зазвичай, потужна купчаста хмара утворюється в процесі розвитку купчастої середньої хмари, що являє її першу стадію, але іноді вона виникає із цілого шару купчастоподібних хмар.

### Особливі різновиди
Пірокумулятивні хмари (Pyrocumulus) — різновид купчастих або купчасто-дощових хмар, який утворюється під час лісових пожеж або вивержень вулканів.

## Зв'язок з іншими видами хмар
Розвиваючись, купчасті хмари можуть перетворюватися у купчасто-дощові. Інколи хмари цих різновидів спостерігаються одночасно. Навесні і влітку купчасті хмари можуть спостерігатися на фоні будь-яких хмар, якщо ці хмари не перешкоджають прогріванню поверхні Землі і розвитку денної термічної конвекції. При такій погоді вранці купчасті хмари можуть утворюватися із St fr. Розпадаючись, купчасті хмари можуть перейти у шарувато-купчасті або високо-купчасті або, перейшовши стадію Cu fr, розсіятись зовсім.

## Умови спостереження з поверхні Землі
Якщо купчасті хмари знаходяться в стороні від спостерігача, він бачить їх від основи до сліпучо-білих клубчастоподібних вершин. У цьому випадку правильність визначення хмари не становить будь-яких труднощів.
Якщо ж хмари розміщуються у зеніті або ними покрита більша частина неба, то спостерігачу видно тільки їх нижню поверхню, яка завжди має певні нерівності, а інколи і розірвані краї. У цьому випадку їх легко сплутати із шарувато-купчастими або щільними купчасто-дощовими хмарами. На відміну від шарувато-купчастих хмар, хмари Cumulus не утворюють безперервного шару або суцільних довгих валів. Покрив купчастих хмар завжди розділяється на окремі хмари в проміжках між якими видно їх горбисті, різко окреслені боки, які піднімаються у висоту. Центральна частина окремих хмар може бути темною (сірого або темно-сірого кольору, залежно від потужності хмар), освітлені краї хмар – яскраво-білого кольору і виглядають світлою або блискучою окантовкою, залежно від розміщення хмар відносно Сонця.
Інколи важко відрізнити потужні Cumulux congestus від купчасто-дощових хмар, які мають зовнішню подібність і подібність процесу утворення. Умовно прийнято вважати хмари купчасто-дощовими, якщо їх вершина набуває виразно волокнистої будови, а також, коли починаються опади (навіть якщо вони не досягають поверхні Землі).